# Pohronská Polhora
Pohronská Polhora (in tedesco Zwischenwald; in ungherese Erdőköz) è un comune della Slovacchia facente parte del distretto di Brezno, nella regione di Banská Bystrica.

## Storia
Il villaggio sorse nel 1786.